# Zygonoides fraseri
Zygonoides fraseri е вид водно конче от семейство Libellulidae. Видът не е застрашен от изчезване.

## Разпространение и местообитание
Разпространен е в Бурунди, Гана, Кения, Малави, Танзания и Уганда.
Обитава гористи местности, храсталаци и савани в райони с тропически и субтропичен климат.